# Papp Dániel (író)
Papp Dániel (Ómoravica, 1868. február 11. – Budapest, Józsefváros, 1900. augusztus 14.) magyar író, újságíró.

## Életpályája
Korapifinszky Anna törvénytelen gyermekeként született. Tizenhét éves korában a Zombori Magyar Királyi Állami Főgimnáziumban érettségizett. Hosszabb ideig külföldön nevelősködött. A Budapesti Tudományegyetemen jogi tanulmányokat végzett. Közben egy ideig görögkatolikus papnövendék volt.
1891-től Jeszenszky Danó budapesti közjegyző irodájában dolgozott. 1893-tól a Pesti Napló, 1896–1897 között a Budapesti Napló, 1897–1898 között az Országos Hírlap belső munkatársa, a tárcarovat vezetője volt Mikszáth Kálmán megbízásával. Jelentősek Dániel pap aláírással megjelent antiklerikális levelei az egyházpolitikai törvények vitája idején. 1898. októbertől a képviselőházi napló segédszerkesztője volt. Az Új Időknek és 1900-ban az Új Magyar Szemle rendes munkatársa volt; néhány tárcája a Budapesti Hírlapban is megjelent; írt továbbá az Esti Újságba is. Kiss József lapjának, A Hétnek is állandó belső munkatársa volt.
Sírja a Fiumei úti sírkertben található.

## Munkássága
Novellista pályája alig 6 év. 3 kötete (Marcellusz, 1898; Utolsó szerelem, 1899; Tündérlak Magyarhonban, 1899) és egy kisregénye (A rátótiak, 1898) jelent meg. A „Bácska felfedezőjének” tartják. Írásaiban megelevenedik a Bácska-Bánát összetett etnikai színképe. Magyarok és délszlávok viszonyát zavartalannak ábrázolta. Nem szociográfus alkat. Stilizálásra, líraiságra való hajlama ellenére is realista művész volt. Többnyire a félszeg kisemberek, iparosok sorsának hű ábrázolója volt. Kerüli az érzelgősséget, elégikus hangját komikummal vegyíti; impresszionisztikus, lírai, máskor világirodalmi utalásokkal teletűzdelt választékosan intellektuális a stílusa.

## Művei
- A rátótiak (kisregény, 1898)
- Marcellusz (elbeszélések, 1898)
- Utolsó szerelem és egyéb elbeszélések (elbeszélések, 1899) Online
- Tündérlak Magyarhonban (elbeszélések, 1899)
- Muzsika az éjszakában (Válogatott művek, Nagy Miklós bevezető tanulmányával, 1957)
- Tündérlak Magyarhonban; Szépirodalmi, Bp., 1980 (Kiskönyvtár)